# Quinta do Sol
Quinta do Sol es un municipio brasileño del estado de Paraná. Fue creado a través de la Ley Estatal n.º 4778 del 29 de noviembre de 1963, e instalado el 14 de diciembre de 1964 separado de Fênix.

## Geografía
Posee un área es de 326,178 km² representando 0,1636 % del estado, 0,0579 % de la región y 0,0038 % de todo el territorio brasileño. Se localiza a una latitud 23°51′7″ sur y a una longitud 52°7′48″ oeste, estando a una altitud de 422 metros encima del nivel del mar. Su población estimada en 2005 era de 5859 habitantes.

### Demografía
Datos del censo - 2000
Población total: 5759
- Urbana: 3454
- Rural: 2305
- Hombres: 2919
- Mujeres: 2840

Índice de Desarrollo Humano Municipal (IDH-M): 0,712
- Idh salario: 0,623
- Idh longevidad: 0,701
- Idh educación: 0,812

## Administración
- Prefecto: Antônio Roberto de Assis (2009/2012)
- Viceprefecto: Juán Cláudio Romero
- Presidente de la Cámara: José Reinaldo Ferrera (2009/2010)